# Harrison Scott & Co.
Die Harrison Scott & Co. Ltd. war ein britischer Automobilhersteller, der 1920–1921 in Bradford (Yorkshire) ansässig war.
Unter dem Namen Hariscott entstand ein sportlicher Kleinwagen mit seitengesteuertem 1,5-Liter-Vierzylinder-Reihenmotor.

## Quelle
- David Culshaw & Peter Horrobin: The Complete Catalogue of British Cars 1895-1975. Veloce Publishing plc. Dorchester (1997). ISBN 1-874105-93-6